# Nikolaj Stepanovič Gumilëv
Nikolaj Stepanovič Gumilëv (IPA: [nʲɪkɐˈlaj sʲtʲɪˈpanəvʲɪtɕ ɡʊmʲɪˈlʲɵf]) (in russo: Никола́й Степа́нович Гумилёв; Kronštadt, 15 aprile 1886 – Pietrogrado, 26 agosto 1921) è stato un poeta, critico letterario, militare e viaggiatore russo.
Figura centrale del movimento acmeista assieme alla poetessa Anna Achmatova, con la quale fu brevemente sposato e dalla quale ebbe il figlio Lev, la sua poesia conserva sempre un aroma adolescente, per la passione del viaggio e dell'esotico e per il frequente tono fatalistico. Molto popolare in vita, esercitò un influsso intenso sui poeti più giovani. Fucilato nel 1921 con l'accusa di attività controrivoluzionaria, la sua poesia fu proibita durante il regime sovietico.

## Biografia

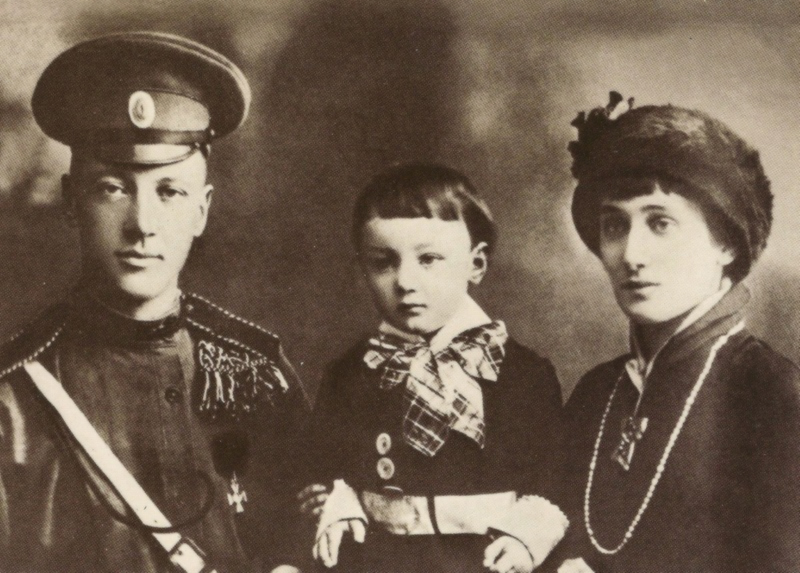
Gumilëv con Anna Achmatova e il figlio Lev nel 1913

Figlio del medico Stepan Jakovlevič Gumilëv (1836-1920) e di Anna Ivanovna L'vova (1854-1942), studiò nel liceo di Carskoe Selo, diretto dal poeta Innokentij Annenskij (1855-1909). Dopo la maturità, si trasferì a Parigi per studiare alla Sorbona. Cominciò a pubblicare poesie a partire dal 1902: nel 1905 apparve la sua prima raccolta poetica, Путь конквистадоров (Il cammino dei conquistatori) e durante la sua permanenza nella capitale francese collaborò anche alla rivista letteraria Sirius, della quale uscirono solo tre numeri.
Dal 1907 viaggiò attraverso la Francia, l'Italia e l'Africa, da cui fu particolarmente attratto, ritornandovi più volte, partecipando a safari e raccogliendo prodotti dell'artigianato locale per il Museo di Antropologia e Etnografia di San Pietroburgo. Quelle esperienze gli ispirarono il suo secondo libro Романтические цветы (Fiori romantici), pubblicato nel 1908. Ritornato in Russia, collaborò al periodico d'arte Aполлон (Apollon). Nel 1909 fu protagonista di un duello con un altro collaboratore della rivista, il poeta Maksimilian Vološin (1877-1932), a motivo della relazione con la poetessa Cherubina de Gabriak. Nel 1910, partecipando alle celebrazioni del poeta simbolista Vjačeslav Ivanov (1866-1949), conobbe la giovane poetessa Anna Achmatova (all'anagrafe Anna Adreevna Gorenko, 1889-1966), che sposò il successivo 25 aprile; nello stesso anno pubblicò la raccolta Жемчуга (Le perle), che contiene poesie ispirate alle sue esperienze africane.
Nel 1911, in reazione all'aura di misticismo che circondava la poesia simbolista, fondò con Sergej Gorodeckij (1884-1967) l'associazione Цех поэтов ("Gilda dei poeti"), propugnando una poesia che fosse espressione di lavoro artigianale, che chiunque, provvisto del necessario bagaglio tecnico, avrebbe potuto coltivare; si unirono a loro anche Anna Achmatova e Osip Mandelstam (1891-1938). Il movimento - che fu chiamato dai fondatori anche «adamismo», in riferimento al ritorno a un'originaria purezza di visione della realtà, dalla quale doveva scaturire la nuova poesia - fu battezzato «acmeismo» (da acmé, vertice) da un suo oppositore poeta simbolista, che intendeva deridere la presunta pretesa di elevamento di questi poeti. Il termine fu comunque accettato da Gumilëv che intese ribadire la necessità di immagini poetiche chiare e di un'espressione moderna e quotidiana, mentre Gorodeckij lo definì una lotta contro il simbolismo, «lotta per questo mondo sonoro, multicolore, mondo della forma, del peso e del tempo, lotta per il nostro pianeta la terra».
Numerosi giovani furono attratti da questa nuova scuola poetica: fu il caso di Georgij Ivanov (1894-1958) e di Vladimir Nabokov (1899-1977). Gumilëv scrisse anche articoli teorici e pubblicò traduzioni di poeti francesi contemporanei, oltre alla versione francese di sue poesie. Nel 1912 apparve la raccolta Чужое небо (Il cielo lontano), lo stesso anno della nascita del figlio Lev. Allo scoppio della prima guerra mondiale, Gumilëv si arruolò volontario - unico caso di scrittore russo di un qualche nome - come soldato semplice, guadagnandosi il 24 dicembre 1914 e il 5 gennaio 1915, due Croci di San Giorgio al valore e la promozione a ufficiale di cavalleria. Separatosi dalla moglie, durante la rivoluzione del febbraio 1917 si trovava distaccato in Macedonia e in occasione di quella d'ottobre era a Parigi, nel corpo di spedizione russo sul fronte francese. Malgrado il suo dichiarato anticomunismo, Gumilëv volle tornare in Russia nel 1918 - «ho cacciato i leoni in Africa e non credo che i bolscevichi siano molto più pericolosi», dichiarò - e partecipò alla fondazione del Sindacato degli scrittori russi. Scrisse le sue cose migliori negli ultimi libri Костeр (Il falò) e Шатeр (La tenda) del 1918 e Огненный столп (Colonna di fuoco) del 1921.
Arrestato il 3 agosto 1921 con l'accusa di partecipazione a un complotto monarchico, fu fucilato con altri 60 compagni. Le precise circostanze della detenzione e della condanna non sono note, così come s'ignora dove sia stato sepolto. Ne Il falò è contenuto un indirizzo al lettore, nel quale Gumilëv «afferma di voler fornire al lettore una dieta poetica non debilitante o distensiva, ma esaltante e virilizzante, che insegni a restare calmi di fronte alla morte. In un altro poema egli esprime il desiderio di morte violenta "e non nel mio letto, fra il dottore e il notaio"». Altrove, come ne Il tram smarrito, dialogo del poeta con l'anima e il corpo, Gumilëv fa dire al suo corpo:
L'acmeismo fu, in Gumilëv, «un curioso miscuglio di ricordi simbolisti con ispirazioni realistiche, realizzando contro i vecchi miti nuovi miti, stilisticamente rifacendosi a Gautier».